# Thornography
Thornography es el séptimo álbum de Cradle of Filth publicado a través de Roadrunner Records en octubre de 2006. El álbum fue producido por el exguitarrista de Anthrax Rob Caggiano, mezclado por Andy Sneap, y una vez más presenta a Doug Bradley como narrador (así como en Midian y Nymphetamine). También fue invitado Ville Valo, vocalista del grupo HIM
Dani Filth explicó el título así: "Este título representa la obsesión de la humanidad con el pecado y el egoísmo. La espina (Thorn) combina imágenes de lo que afligió a Cristo, la corona de espinas, así dando a entender el aparente deseo del hombre de herir a Dios, y también de la espina protectora y la necesidad de encerrar un lugar secreto o el alma de un ataque. Una adicción a la autoflagelación o a algo igualmente venenoso. Una manía. Deseos retorcidos. Sueños punzantes. Un fetiche. Una obsesión con la crueldad. Naturaleza salvaje. El Paganismo sobre el Cristianismo. El título también puede representar una atracción sexual a la iconografía religiosa como en el caso de las monjas de Lourdes ‘posesionadas’.
Nos gusta el título porque para nosotros invoca imágenes de una escena prerrafaelita más oscura y más deseable en donde el castillo de La Bella Durmiente es ganado y ella es despertada por un beso venenoso. Un oscuro cuento de hadas para adultos.
Paul Allender dijo en la revista Terrorizer: "Hay un buen número de solos de guitarra en este álbum. Para ser honesto, nunca me he clasificado como un guitarrista líder (en lo referente a tocar; no a la banda en sí) tal así, pero esta es la primera vez que me he sentado y seriamente practicado el trabajo de líder. He estado tan envuelto en realidad escribiendo nuevo material e ideando estructuras de canciones que no he tenido tiempo de practicar todas las cosas que están por encima. Hasta ahora, no ha habido en realidad mucho lugar para solos de guitarra. Los riffs [melodía que se toca de fondo una y otra vez] que escribimos, no son riffs hechos para ser ejecutados por encima. Son melódicos en sí mismos. Pero soy un gran creyente que menos es definitivamente más. Amo escuchar todas esas cosas "shreddy" [se refiere a la técnica de shred], pero no tengo interés en tocarlas. Este nuevo álbum está muy orientado a la guitarra. El último álbum lo fue, pero este es definitivamente más melódica. Me atrevo a decir que hay muchas harmonías Maidenescas típicas aquí
En noticias publicadas en el sitio oficial de Cradle of Filth en mayo de 2006, fue revelado que el trabajo de arte de Thornography había sido vetado por Roadrunner Records. Un reemplazo fue pronto próximo, aunque numerosos librillos del CD ya habían sido impresos con la imagen original. Dani Filth declaró en una entrevista con Metal Hammer que la controversia estaba en la desnudez de las piernas de la figura femenina en la cubierta original: "Cuando pusimos la original al lado de la nueva versión, estaba un poco ligeramente cambiada... La falda de la ninfa era un poco más larga. Era como un juego de encontrar las direfencias". Charles Hedger, el nuevo guitarrista de la banda y bajista en reemplazo de Dave Pybus en el DVD Peace Through Superior Firepower, dijo a Gothtronic.com que la nueva cubierta "es prácticamente la misma... Muchos estadounidenses son muy religiosos y Roadrunner decía básicamente que Wal-Mart no iba a tomar los álbumes de Cradle con eso en la cubierta. Pero Wal-Mart nunca toma los álbumes de Cradle de todas maneras, así que no hace la diferencia
Tres cover fueron grabados durante las sesiones, particularmente "Hallowe'en 2" de la banda Samhain, "Stay" de la banda Shakespears Sister, y "Temptation" del grupo Heaven 17. "Hallowe'en 2" (renombrada "HW2") fue publicada en la banda sonora de la película Underworld: Evolution, y es la primera canción de Cradle que presenta a Dani con "voz limpia". Está incluida como un "bonus track" en la publicación japonesa del álbum. "Temptation" es parte de la lista de temas de Thornography, presentando en la voz a Dirty Harry. Harry también participa en el video del tema, que fue publicado una semana antes del álbum como una descarga digital. "Stay" aún tiene que salir a la superficie. Publicaciones de prensa de Liv Kristine y de Cradle of Filth anunciaron que "Stay" sería la segunda canción con Kristine como invitada (siguiendo a "Nymphetamine"). en una entrevista reciente, sin embargo, Adrian Erlandsson declaró que el dueto nunca tuvo lugar, aunque versiones "fueron" grabadas con Harry Sarah Jezebel Deva.
Luego de grabar este álbum, el baterista Adrian Erlandsson dejó la banda para dedicar sus energías a sus otros proyectos Needleye y Nemhain: "He disfrutado mi tiempo con Cradle pero es tiempo de continuar. Siento que me voy en alto, pues Thornography es definitivamente nuestro mejor álbum a la fecha". Adrian sería reemplazado luego (aunque no grabó en este álbum) por el baterista checo Martin Skaroupka.

## Canciones
1. "Under Pregnant Skies She Comes Alive Like Miss Leviathan" – 1:40
2. "Dirge Inferno" – 4:53
3. "Tonight in Flames" – 5:55
4. "Libertina Grimm" – 5:51
5. "The Byronic Man" (con la colaboración de Ville Valo) – 5:03
6. "I Am the Thorn" – 7:06
7. "Cemetery and Sundown" – 5:37
8. "Lovesick for Mina" – 7:00
9. "The Foetus of a New Day Kicking" – 3:43
10. "Rise of the Pentagram" – 7:02
11. "Under Huntress Moon" – 6:58
12. "Temptation" (Cover de Heaven 17) (con la colaboración de Dirty Harry) – 3:47
13. "HW2" (Cover de Samhain) (Publicación japonesa) - 3:38

- Doug Bradley colabora en la narración de los temas 3 y 10.

## Harder, Darker, Faster (Edición Especial)
1. Murder In The Thirst - 1:17
2. The Snake-Eyed And The Venemous - 5:46
3. Hallowe'en II(Samhain Cover) - 3:36
4. Courting Baphomet - 5:16
5. Stay(Shakespeare's Sister Cover) - 4:54
6. Devil To The Metal - 6:19

## Créditos
- Dani Filth - Voz
- Paul Allender - Guitarra
- Charles Hedger - Guitarra
- Dave Pybus - Bajo
- Adrian Erlandsson - Batería
- Sarah Jezebel Deva - Voz de acompañamiento
- Rosie Smith - Teclado